# Resistenza di Valkenburg
La resistenza di Valkenburg fu il movimento di resistenza attivo a Valkenburg (Limburgo, Paesi Bassi) durante la seconda guerra mondiale. La maggior parte delle attività consisteva nell'aiutare le persone che si erano nascoste per le ragioni più varie. Nascondersi era pericoloso, ma lo era anche nascondere qualcuno. Particolarmente rischioso era nascondere soldati alleati perché questi non avevano il senso del pericolo ed avevano la reputazione di fare troppo rumore. Anche nascondere gli ebrei era punibile con la morte e un terzo di quelli che nascosero qualche ebreo non sopravvisse alla guerra.

## Origine
Quando scoppiò la seconda guerra mondiale, i Paesi Bassi decisero di restare neutrali come avevano fatto durante la prima guerra mondiale. I tedeschi, invece, invasero il paese nel 1940, ma non ci furono grandi cambiamenti nella vita della popolazione e le cose andarono avanti normalmente, in quanto c'erano sempre stati dei tedeschi nella regione e i tedeschi si aspettavano che gli "ariani" olandesi sarebbero stati d'accordo con loro. Ma poi i tedeschi cominciarono ad imporre la loro ideologia alla gente, a limitare i diritti civili, ad obbligare la gente ai lavori coatti (Arbeitseinsatz) e a deportare gli ebrei e altri. Questi e altri fattori dettero vita ad un crescente numero di persone che decise di resistere all'occupazione tedesca, all'inizio con dei singoli atti di non-cooperazione.
Era necessaria invece un'organizzazione maggiore per altre attività, come aiutare la gente che si nascondeva (ad esempio per evitare lo Arbeitseinsatz), piloti abbattuti e prigionieri di guerra evasi. Alcuni piccoli gruppi si unirono nel LO (Landelijke Organisatie voor Hulp aan Onderduikers, "Organizzazione Nazionale per l'aiuto alla gente in clandestinità"), che divise la provincia del Limburgo in dieci distretti sotto la guida di Jacques Crasborn. Un'altra organizzazione era il Knokploeg ("gruppo d'assalto") o KP. Il KP avrebbe ottenuto i generi necessari per la gente in clandestinità e il LO li avrebbe distribuiti a loro. Nonostante il nome, il KP non era necessariamente violento, ma la violenza era talvolta richiesta in azioni (spesso notturne) come ottenere documenti di identificazione e tessere annonarie e talvolta anche uniformi tedesche, che venivano usate nelle incursioni.
Il LO nel Limburgo iniziò a Venlo nel febbraio 1943 sotto la guida dell'insegnante Jan Hendricx (pseudonimo Ambrosius). Un'altra figura importante fu L. Moonen (pseudonimo Ome Leo - Zio Leo), segretario del vescovato, che usò i suoi contatti per rendere la resistenza del Limburgo un'organizzazione più efficiente.

## Valkenburg
Capo del LO di Valkenburg era Pierre Schunck (pseudonimo Paul Simons). membri importanti furono Harry van Ogtrop e Gerrit van der Gronden. Ma molte altre persone ne fecero parte o collaborarono, più o meno assiduamente, per esempio i funzionari pubblici Hein Cremers e Guus Laeven, che, verso la fine della guerra, "persero" i registri anagrafici nel momento in cui i tedeschi avevano intenzione di rastrellare tutti gli uomini tra i 16 e i 60 anni per costruire trincee.
Pierre Schunck iniziò la sua attività nella resistenza quando venne a sapere che in una grotta vicino a casa sua si nascondevano dei rifugiati. Il cappellano Berix Schunck infatti gli chiese se poteva regalargli qualche vestito per quella gente, e Pierre non solo lo accontentò ma si diede da fare per fornire loro anche elettricità e vettovaglie. Poi cercò di coinvolgere altre persone e mise in piedi un'organizzazione della resistenza che in totale riuscì a nascondere 150 persone. Ad un certo punto arrivò anche un gruppo di altre 100 persone dal distretto di Maas en Waal, dove si erano creati dei problemi, e molti di questi furono nascosti nelle fattorie. Lo pseudonimo di Pierre Schunck, Paul Simons deriva dal fatto che a quel tempo era usuale avere le proprie iniziali ricamate su fazzoletti e vestiti perciò si scelse un nome che si adattasse alle proprie iniziali. Il fatto di essersi scelto un nome ebreo è piuttosto indicativo del personaggio.
Oltre a nascondere la gente, l'organizzazione effettuò altre azioni, per esempio razziarono un magazzino di equipaggiamenti radio a Klimmen, un treno carico di uova, uno stabilimento caseario dove portarono via una tonnellate di burro. Nascosero gli oggetti di valore provenienti dal chiostro dei Gesuiti di Valkenburg, affidati ad alcuni membri della resistenza, tra i quali lo stesso Pierre Schunck che li mise tra i panni della lavanderia di sua proprietà. In un ospedale di Heerlen un intero piano fu nascosto per curare in segreto i piloti abbattuti e altre persone in clandestinità.
Le numerose miniere di marna nel Limburgo meridionale erano luoghi ideali per nascondevi la gente, perché occorreva una guida per addentrarvisi, specialmente quelle nei dintorni di Maastricht che hanno un esteso sistema di corridoi, usati per nascondersi anche in altre epoche storiche. Una volta i tedeschi chiesero a Peter Schunck, padre di Pierre, di portarlo alle miniere che si trovavano sulle sue terre (e dove si trovavano nascosti alcuni rifugiati). Lui li condusse là ma fece in modo che una parte della galleria crollasse in modo che i tedeschi si convincessero che era un posto pericoloso, e così rinunciarono all'idea. Le miniere furono comunque usate anche per nascondere armi, come poligono di tiro e per imprigionare i traditori.
Pierre Schunck fu anche tradito da un suo dipendente che venne a sapere di certe armi nascoste nella lavanderia. Così Schunck venne portato a L'Aia per essere interrogato ma finse di essere muto e fu salvato anche dalla sua buona reputazione. Infatti la polizia riferì che era un cittadino rispettabile e dato che le armi non erano state trovate (perché erano state subito spostate), fu rilasciato.

## La razzia all'ufficio distribuzioni

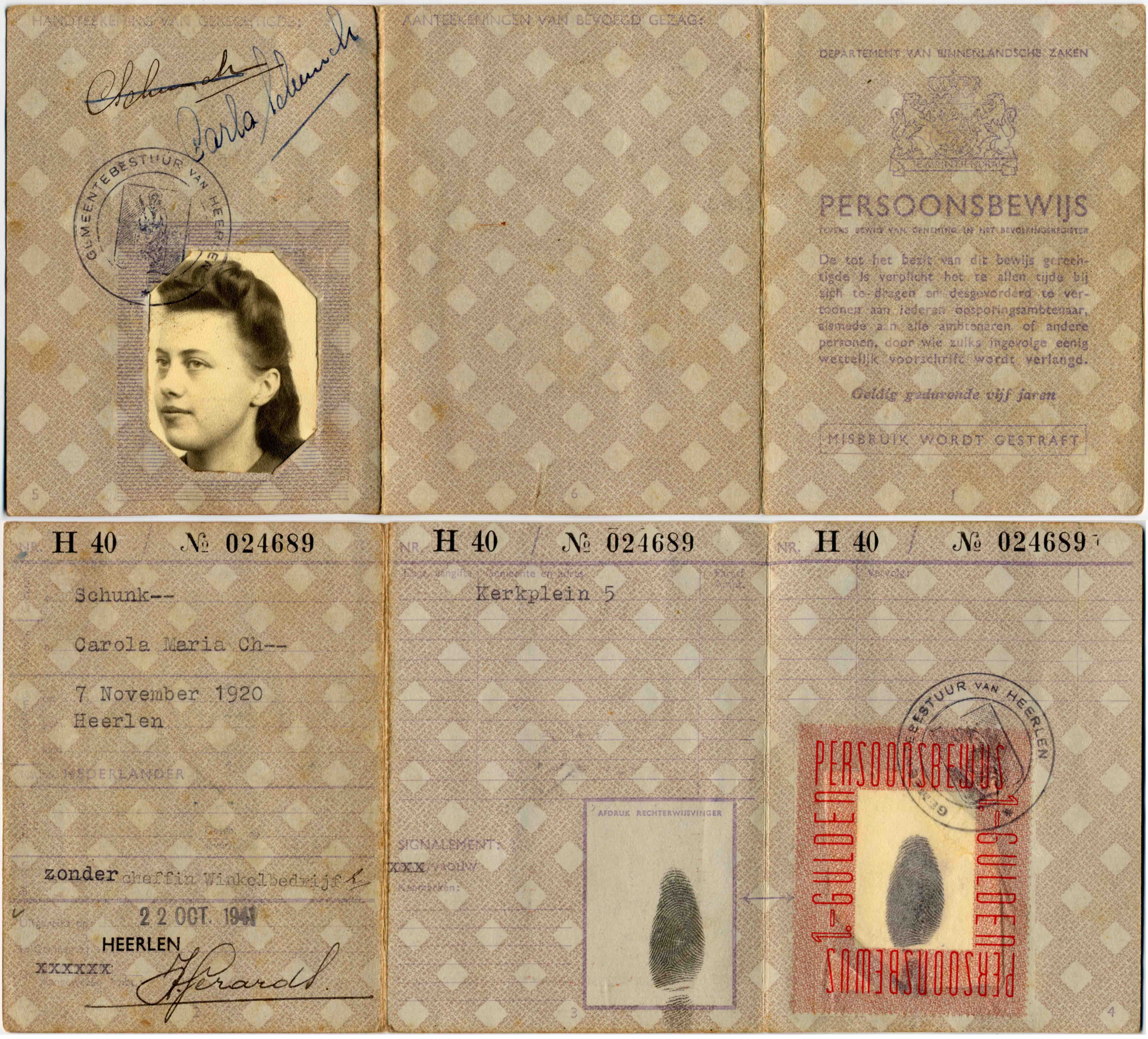
I due lati di un Ausweis o Persoonsbewijs (documento di identità)

Le tessere annonarie erano un mezzo usato dai tedeschi per rendere più difficile alla gente nascondersi, in quanto o avrebbero potuto procurarsi da mangiare. I giovani che stavano per essere mandati al lavoro coatto (Arbeitseinsatz) in Germania dovevano restituire le loro tessere annonarie. Ma un modo per aggirare il problema era falsificarle oppure rubarle.
Così, alcuni funzionari dell'ufficio distribuzioni di Valkenburg (compreso Willem Freysen) si diedero da fare per nascondere dalle 500 alle mille tessere annonarie al mese, da distribuire alle persone in clandestinità. Fabbricarono anche un soprannumero di tessere da distribuire ad altri distretti. Il direttore dell'ufficio scelse di ignorare queste cose (un altro esempio di resistenza passiva), ma quando fu rimpiazzato nel 1944, la trama venne scoperta e le tessere furono cambiate.
Una soluzione alternativa fu stamparle ad Amsterdam, ma la stamperia utilizzata fu scoperta dai tedeschi, cosicché si rese necessario un metodo più "aggressivo".
Ogni notte, una busta con le chiavi del caveau veniva consegnata alla polizia per metterla al sicuro. Questa busta veniva sigillata con dei francobolli. Con il passare del tempo venne raccolto un numero sufficiente di questi francobolli (recuperati dal cestino dell'immondizia) per confezionare una falsa busta con firme false e chiavi false. Nel frattempo, il KP aveva già rubato un'auto della Wehrmacht da un'autorimessa di Sittard (insieme a qualche latta di benzina), la ripararono e la nascosero a Valkenburg. Una notte, quando la falsa busta fu consegnata alla polizia, questa macchina, alcune uniformi tedesche e le vere chiavi vennero utilizzate per svuotare il caveau dell'ufficio distribuzioni. Per una coincidenza fortunata, era appena arrivata una nuova fornitura bimestrale e così il bottino fu enorme: 210.000 tessere annonarie  in bianco, 82.000 ordini per razioni  in bianco, 2.500 tessere per razioni  in bianco, 5000 tessere personali , 1600 permessi , innumerevoli documenti  e una macchina da scrivere, tanto da riempire dodici sacchi di iuta.
All'inizio il tutto fu nascosto in una fattoria a Kunrade, ma quando i tedeschi cominciarono a perquisire proprio le fattorie, fu riportato tutto a Valkenburg. L'ufficiale di polizia complice del colpo si nascose, attirando su di sé l'attenzione dei tedeschi e permettendo così agli altri di continuare indisturbati il loro lavoro.

## Liberazione
Quando gli Alleati si avvicinarono a Valkenburg nel settembre del 1944, ci furono diversi giorni di scontri e quando entrarono in città il giorno 14, questa era deserta, in quanto tutti si erano rifugiati nelle miniere. Solo due persone si fecero avanti e vennero allo scoperto: Pierre Schunck e un ragazzo dell'Aia, che si erano messi in contatto con gli Alleati il giorno prima. I due dissero dove si trovavano i tedeschi, e cioè in un albergo vicino all'unico ponte rimasto in piedi. Gli Alleati si avvicinarono alle postazioni nemiche, mentre Pierre avvertiva la popolazione locale di starsene ben nascosta in vista degli scontri. I tedeschi fecero saltare il ponte e Valkenburg divenne un campo di battaglia per alcuni giorni, fino al 17 settembre, quando venne liberata anche Maastricht. La popolazione uscì allora dalle miniere giusto in tempo in quanto a causa del sovraffollamento le condizioni igieniche erano divenute critiche e il cibo stava scarseggiando.

## Dopoguerra
I membri della resistenza di Valkenburg si accordarono per tenere segrete le loro attività anche dopo la guerra, per non gloriarsene troppo. Ciò fu un problema per lo storico Loe de Jong quando scrisse il suo libro Het Koninkrijk der Nederlanden in de Tweede Wereldoorlog ("I Paesi Bassi durante la seconda guerra mondiale"), perché non riuscì a raccogliere alcuna informazione su questo argomento, e così concluse che a Valkenburg non c'era mai stata alcuna resistenza. Ironicamente, l'unico che accettò di parlare di questa faccenda fu uno che era stato sulla "lista della morte" della resistenza, ma che poi non era stato giustiziato. Ma poi l'archivio personale di Pierre Schunck provò il contrario di quanto affermato da Loe de Jong, e vennero fuori foto, veri e falsi Ausweise (documenti di identità) e tessere annonarie, un classificatore con documenti sulle vittime ebraiche e altro ancora.